# ساندار گلد
ساندار گلد (انگلیسی: Sandra Gould؛ ۲۳ ژوئیهٔ ۱۹۱۶ – ۲۰ ژوئیهٔ ۱۹۹۹) یک هنرپیشه اهل ایالات متحده آمریکا بود. وی بین سال‌های ۱۹۴۷ تا ۱۹۹۹ میلادی فعالیت می‌کرد.